# Edificio Rojo
La Casa Roja, también denominado cómo el Edificio Rojo, es un edificio de estilo Art decó del Ensanche Modernista de la ciudad española de Melilla ,  situado en laAvenida de la Democracia, 8 que forma parte del Conjunto Histórico Artístico de la Ciudad de Melilla, un Bien de Interés Cultural.

## Historia
Fue construido entre 1934 y 1935 por Juan Sánchez, según diseño del arquitecto Enrique Nieto para viviendas de alquiler.
En el 2009 fue restaurado según proyecto de los arquitectos Marco Antonio Pérez Aguilera y Benito Manuel Perelló González Moreno

## Descripción
Consta de planta baja, entraplanta y tres plantas. Está construido con paredes de mampostería de piedra local y ladrillo macizo, con vigas de hierro y bovedillas del mismo tipo de ladrillo. Sus fachadas están compuestas de bajos, con vanos adintelados, con claves, al igual que ocurre con la entreplanta, con balconcillos y que dan paso a los pisos superiores por medio de grandes ménsulas, que sostienen dos miradores de tres plantas en las fachadas a la Avenida de la Democracia y a la calle Villegas, entre los que se sitúan balcones, con baulaustradas los de la principal y rejerías los de las superiores que componen el chaflán entre estas dos calles, así como la tercera fachada, a la calle Teniente Mejías. El  edificio acaba con los petos de la azotea, de balaustre y con el tambor del chaflán que finaliza en una cúpula gallonada.